# Ivan Ivanišević
Ivan Ivanišević (23 novembre 1977) è uno scacchista serbo, Grande maestro.
Quattro volte vincitore del Campionato serbo (2008, 2009, 2011 e 2012).
Ha partecipato a sette Olimpiadi degli scacchi: nel 1998, 2000 e 2002 con la Jugoslavia, nel 2008, 2020, 2012 e 2014 con la Serbia, ottenendo complessivamente il 55,1 % dei punti.
Nel 2011 ha partecipato alla Coppa del Mondo di scacchi di Chanty-Mansijsk, ma è stato eliminato nel primo turno (0,5-1,5) da Aleksandr Oniščuk.
Tra gli altri risultati:
- 2001:  vince l'open di Interlaken;
- 2003:  vince l'open di Badalona;
- 2004:  vince l'open di Lubiana;
- 2005:  vince gli open di Malakoff (Francia) e di Lubiana;
- 2006:  vince l'open di Vršac (Memorial Kostić);
- 2007:  vince l'open di Kavala;
- 2011:  vince a Podgorica il 3º Campionato dei Balcani;[2]
- 2014:  in marzo vince l'open "Città di Bergamo";
- 2014:  in ottobre vince il Chigorin Memorial di San Pietroburgo;[3]
- 2015:  in marzo vince a Skopje il Karpos Open;[4]

Ha raggiunto il rating FIDE più alto nel gennaio 2016, con 2665 punti Elo, numero uno nel suo paese e 78 al mondo.